# 乌门郡
乌门郡（越南语：／）是越南芹苴市下辖的一个郡。面积125.4平方千米，2018年总人口160350人。

## 地理
乌门郡东接永隆省平新县，西接泰来县和红旗县，南接丰田县，北接秃衄郡和同塔省来𡑵县。

## 歷史
烏門郡原屬柬埔寨，19世紀初為高綿烏門府。
明命十五年（1834年），越南成功干涉高綿王位繼承問題，派遣軍隊護送高綿國王回國，並將高綿國改制為鎮西城，實行間接統治。當時高綿共有33府2蠻，烏門府就是其中之一。其後，烏門府又被改為烏門縣，由高綿人擔任土官。
明命二十年（1839年），烏門縣被併入安江省豐富縣。
2004年1月2日，以原乌门县乌门市镇、泰安社、福泰社、长乐社1市镇3社和泰隆社部分区域析置乌门郡；乌门市镇改制为周文廉坊，泰安社改制为泰安坊，福泰社改制为福泰坊，长乐社改制为长乐坊，泰隆社部分区域改制为泰隆坊。
2007年1月16日，周文廉坊析置泰和坊。
2007年11月6日，泰隆坊析置隆兴坊。

## 行政区划
乌门郡下管辖7坊，郡人民委员会位于周文廉坊。
- 周文廉坊（Phường Châu Văn Liêm）
- 隆兴坊（Phường Long Hưng）
- 福泰坊（Phường Phước Thới）
- 泰安坊（Phường Thới An）
- 泰和坊（Phường Thới Hòa）
- 泰隆坊（Phường Thới Long）
- 长乐坊（Phường Trường Lạc）